# من مادر هستم (فیلم ۲۰۱۹)
من مادر هستم (انگلیسی: I Am Mother) یک فیلم علمی–تخیلی دلهره‌آور استرالیایی محصول سال ۲۰۱۹ به کارگردانی گرنت اسپوتور و نویسندگی مایکل لوید گرین است که بر پایهٔ داستانی مشترک از آن دو ساخته شده‌است. این فیلم با بازی کلارا روگارد، لوک هاوکر، رز بیرن و هیلاری سوانک، داستان دختری را روایت می‌کند که در یک پناهگاه پسارستاخیزی، تحت سرپرستی رباتی به‌نام مادر بزرگ می‌شود. این ربات مأمور بازآبادی جمعیت زمین است. نمایش نخست جهانی این فیلم در جشنواره فیلم ساندنس (۲۰۱۹) انجام شد و نتفلیکس آن را در چندین کشور در ۷ ژوئن ۲۰۱۹ منتشر کرد.

## بازیگران
کلارا روگارد در نقش دختر
لوک هاوکر در نقش مادر (نقش‌آفرینی بدنی) ** رز بیرن در نقش مادر (صدا)
هیلاری سوانک در نقش زن

## داستان
در ابتدای فیلم ما شاهد فعال شدن یک ربات با صدای زنانه به نام «مادر» در یک پناهگاهِ مجهز برای پرورش نسل جدید انسان‌ها یک روز بعد از انقراض نسل انسان (به جز تعدادی معدود) با شصت و سه هزار جنین آماده پرورش هستیم. جنین‌های حدوداً یک روزه ای که بعد از قرار داده شدن در دستگاه به مدت تنها بیست و چهار ساعت همانند نوزادی که نه ماه در رحم واقعی پرورش یافته‌است به دنیا می‌آیند اما مادر تنها اقدام به متولد نمودن یک نفر از جنین‌های دختر می‌کند. بعد از آن مراحل رشد طبیعی کودک در حدوداً یک سالگی، حدوداً دو سالگی و حدوداً پنج سالگی نمایش داده می‌شود. گذر فیلم از یک سالگی و دو سالگی کودک نسبتاً سریع بوده اما پنج سالگی وی مدت زمان نسبتاً طولانی تری نمایش داده می‌شود. کودک پنج ساله به دفعات دلیل متولد شدن تنها یک جنین را از مادر می‌پرسد اما مادر هیچ‌گاه جواب دقیقی به وی نمی‌دهد. در نهایت بعد از گذشت سی و هشت سال از تولد اولین جنین فیلم به زمان حال رسیده و کودک قبلی را در سن حدوداً پانزده سالگی می‌بینیم که احتمالاً این تضاد بدین خاطر است که در آینده ای که فیلم به تصویر می‌کشد انسان‌های نسل جدید بسیار جوانتر از سن خود به نظر می‌رسند. بقیهٔ داستان فیلم در همین زمان روایت می‌شود و ما مادر را می‌بینیم که همچون معلم، علوم مختلف را به دختر آموزش داده و از وی امتحان نیز می‌گیرد و وی که دختر بسیار باهوشی است همیشه اکثر سوالات را به درستی پاسخ داده (بالای نود درصد سوالات) و روز به روز نیز بهتر می‌شود و مادر بعد از آخرین امتحان مطمئن می‌شود که او واقعاً یک دختر خاص است و به عنوان جایزه یکی از جنین‌های پسر را به عنوان برادر وی متولد می‌کند. در ادامهٔ داستان می‌بینیم که دختر بسیار نسبت به دنیای بیرون از پناهگاه که هیچ وقت آن را ندیده‌است کنجکاو می‌باشد اما مادر مرتب به او هشدار می‌دهد که بیرون از پناهگاه سمی و بسیار خطرناک است. بعد از آن شاهد ورود شخصیت سوم به داستان هستیم. خانمی که زخمی شده و با ضربه زدن به در پناهگاه درخواست کمک دارد و دختر نیز در پناهگاه را به روی وی باز می‌کند و در ابتدا نیز با تعجب از وی می‌پرسد که "چگونه از فضای سمی و ویروس‌های کشنده بیرون از پناهگاه جان سالم به در برده‌ای؟" که خانم با تعجب به وی می‌گوید "چه کسی این مزخرفات را در مورد بیرون از پناهگاه به تو گفته‌است؟!". بعد از آن شاهد هستیم که خانم که یک اسلحه نیز به همراه دارد ادعا می‌کند بیرون از پناهگاه همراه با تعداد دیگری از انسان‌ها در یک معدن زندگی کرده و برای جمع‌آوری غذا از معدن خارج شده و بعد از نزدیک شدن اتفاقی به پناهگاه توسط ربات‌های محافظ پناهگاه مورد اصابت گلوله قرار گرفته و به شدت نیز از ربات‌ها به علت بلاهایی که شاهد بوده‌است بر سر انسان‌ها آورده‌اند متنفر بوده و حتی اجازهٔ نزدیک شدن مادر به خود را نمی‌دهد و در صحنه ای به سمت مادر شلیک کرده اما توسط وی خلع سلاح می‌شود؛ و به علت همین تنفر خانم از ربات‌ها دختر داوطلب می‌شود راساً اقدام به جراحی وی (البته با راهنمایی مادر) بنماید و بعد از جراحی موفقیت‌آمیز حال وی رو به بهبودی می‌رود. بعد از جراحی، مادر به دختر می‌گوید که خانم در مورد ادعای هدف قرار گرفتن توسط ربات‌ها صادق نیست چرا که گلوله ای که از تنش خارج شده‌است با گلولهٔ اسلحه‌های مورد استفادهٔ ربات‌ها متفاوت بوده و از نوع گلولهٔ اسلحهٔ خودش بوده و احتمالاً بوسیله اسلحهٔ خودش و توسط یک انسان دیگر مورد هدف قرار گرفته‌است. در این‌جا بیننده شاهد است که دختر در مورد صادق بودن مادر یا خانم بر سر دو راهی قرار گرفته و به شدت مردد است. بعد از آن دختر برای مشخص شدن واقعیت اقدام به بررسی وسایل و مدارک پناهگاه می‌نماید و متوجه می‌شود که مادر در مورد یکسان بودن گلولهٔ اسلحه خانم و گلولهٔ داخل بدنش به او دروغ گفته‌است. همچنین با بررسی مخزن جنین‌ها متوجه می‌شود که وی سومین جنین متولد شده‌است و نه اولین آن؛ و با بررسی یکی از فایل‌های اتاق مدارک توسط دختر، بینندگان متوجه می‌شوند که دختر پنج ساله ای که در فیلم نشان داده شد در اصل همان خانم زخمی است که به علت خاص نبودن، حافظهٔ وی توسط مادر پاک شده و به دلیل مشخصی بجای کشته شدن به خارج از پناهگاه طرد شده‌است و نه آن دختر پانزده ساله. همچنین دختر با بررسی‌های بیشتر متوجه می‌شود که جنین متولد شدهٔ دیگر نیز خاص نبوده و توسط مادر کشته شده و جسد وی در کوره خاکستر شده‌است. بعد از آن دختر تصمیم می‌گیرد با خانم به بیرون از پناهگاه فرار کرده و به نزد سایر انسان‌ها برود. اما بعد از فرار متوجه می‌شود که از مدت‌ها پیش دیگر هیچ انسانی به جز خانم در بیرون از پناهگاه وجود نداشته و خانم مدت‌ها است که به تنهایی در دنیای بیرون زندگی می‌کند. بعد از آن دختر که بعد از مواجه شدن با دروغ‌های مادر با دروغ‌های خانم نیز روبرو می‌شود تصمیم می‌گیرد برای نجات برادرش به پناهگاه بازگردد. بعد از برگشت وی به پناهگاه بینندگان متوجه می‌شوند که هدف مادر از پرورش نهاییِ تنها یک جنین، خلق یک انسان خاص و برتر برای پرورش سایر جنین‌ها توسط یک انسان و نه ربات‌ها بوده و خود او نیز چیزی فراتر از یک ربات بلکه یک هوش مصنوعی است که تمامی ربات‌ها را کنترل می‌کند و برای استقرار یک نسل انسان برتر بر روی زمین اقدام به از بین بردن انسان‌های باقی مانده نموده و قصد دارد زمین را برای زندگی نسل جدیدی که توسط دختر پرورش خواهند یافت آماده نماید. در نهایت نیز مادر پناهگاه را به دختر واگذار کرده و با استفاده از ردیابی که در کیف خانم گذاشته به سراغ وی رفته و به او می‌گوید که "آیا مادرت را به یاد می‌آوری؟"(اشاره به اینکه من در دوران کودکی تو را پرورش داده‌ام) و "فکر می‌کنی چگونه تا کنون به تنهایی زنده مانده‌ای؟"(اشاره به کمک‌های پنهانی مادر برای زنده ماندن او و استثنایی بودن وی در قیاس با سایر انسان‌ها و نه در مقایسه با دختر) و اینکه "زنده ماندنت تا کنون دلیل داشته‌است"(بررسی انسانیت دختر که آیا به یک خانم زخمی کمک خواهد کرد یا خیر) و اقدام به کشتن وی می‌نماید تا آخرین انسان غیر برتر نیز از بین برود و مطمئناً بعد از پرورش جنین‌ها توسط دختر (و حتماً کمک ربات‌ها به وی) اقدام به کشتن تک تک انسان‌های غیر برتر خواهد نمود و تنها به انسان‌های برتر اجازهٔ زندگی کردن بر روی زمین را خواهد داد

## تولید
فیلم‌نامهٔ این اثر توسط مایکل لوید گرین و کارگردان گرنت اسپوتور نوشته شد. تهیه‌کنندگی آن را تیموتی وایت و کلون مونرو بر عهده داشتند.
این فیلم با بودجه‌ای پایین ساخته شد. فیلم‌برداری اصلی در سال ۲۰۱۷ در استودیوهای فیلم آدلاید وابسته به شرکت فیلم استرالیای جنوبی انجام شد. فیلم‌نامهٔ آن در فهرست بلک‌لیست سال ۲۰۱۶ قرار داشت. ربات «مادر» یک لباس موجودیت کامل بود که توسط کارگاه وتا ساخته شد و لوک هاوکر، که سابقهٔ بازیگری و انجام بدل‌کاری داشت، درون آن نقش‌آفرینی کرد. شرکت رسانه‌ای تعاملی «مانکی‌استک» در استرالیای جنوبی، محتوای تصویری عملی صحنه را تولید کرد. نسخهٔ تدوین‌نشده‌ای از فیلم در جشنواره فیلم آدلاید در ۱۲ اکتبر ۲۰۱۸ به نمایش درآمد. این جشنواره بخشی از تأمین مالی فیلم را نیز بر عهده داشت.

## انتشار
من مادر هستم برای نخستین بار در جشنواره فیلم ساندنس (۲۰۱۹) در تاریخ ۲۵ ژانویه ۲۰۱۹ نمایش داده شد. مدت کوتاهی پس از آن، نتفلیکس حق پخش فیلم را در آمریکا خریداری کرد. نتفلیکس این فیلم را در تاریخ ۷ ژوئن ۲۰۱۹ منتشر کرد.
در استرالیا، قرار بود این فیلم ابتدا در تاریخ ۱۸ ژوئیه ۲۰۱۹ توسط استودیوکانال در سینماها اکران شود، اما در نهایت همان ۷ ژوئن از طریق نتفلیکس منتشر شد.

## بازخورد
در راتن تومیتوز، این فیلم بر پایهٔ ۷۵ نقد، امتیاز تأیید ۸۹٪ را به دست آورده‌است و میانگین نمرهٔ آن 7/10 است. در جمع‌بندی نقدها آمده‌است: «مهیج، خوش‌ساخت و هوشمندانه، من مادر هستم داستان علمی–تخیلی بلندپروازانه‌ای است که تا حد زیادی به هدف‌های تحسین‌برانگیز خود دست می‌یابد.» در متاکریتیک، این فیلم بر پایهٔ ۱۶ نقد، امتیاز میانگین ۶۴ از ۱۰۰ را دریافت کرده که نشان‌دهندهٔ «نقدهای عمدتاً مثبت» است.
جانی اولکسینسکی از روزنامهٔ نیویورک پست فیلم را تحسین کرد و نوشت با وجود آنکه فیلم «کمی زودتر از موعد، رازهایش را افشا می‌کند، اما همچنان جذاب و پرتنش باقی می‌ماند» و پیش‌بینی کرد که اسپوتور و روگارد به ستارگان آینده بدل خواهند شد.
امی نیکلسون از مجلهٔ ورایتی این فیلم را «دلهره‌آوری علمی–تخیلی و خوش‌ساخت، هرچند با ایده‌های تکراری» توصیف کرد و آن را ترکیبی از آثار جیمز کامرون و ریدلی اسکات دانست.